# Samuel Bibza
Samuel Bibza (23. listopadu 1912 Malý Čepčín – 18. prosince 1950 Bratislava) byl slovenský protikomunistický odbojář odsouzený komunistickým režimem k trestu smrti a popravený v roce 1950.
Narodil se v roce 1912 v Malém Čepčíně. Pracoval jako továrník. Během druhé světové války se v roce 1944 zúčastnil Slovenského národního povstání. Později byl zatčen a za trestné činy velezrady a vyzvědačství byl v politickém procesu spolu se svými kolegy partyzány Viliamem Žingorem a Ladislavem Nosákem odsouzen k trestu smrti. Podle obžaloby měla skupina, kterou údajně spoluzakládal, chtít v Československu udělat ozbrojený převrat a v zemi nastolit kapitalismus. Popraven byl v prosinci 1950. Jeho hrob se dnes nachází na hřbitově Slávičie údolie v Bratislavě.